# 圣斯泰
圣斯泰（法語：Saint-Stail）是法国洛林大区孚日省的一个市镇，属于圣迪耶德沃斯热区塞诺讷县。该市镇2009年时的人口为73人。

## 人口
圣斯泰人口变化图示
| 数据来源：INSEE |